# Virus S de la pomme de terre
Carlavirus sigmasolani
Espèce
Synonymes
- Potato virus S (ICTV, 1971)

Carlavirus sigmasolani, le virus S de la pomme de terre (PVS, sigle de Potato virus S), est un phytovirus pathogène du groupe des Carlavirus, appartenant à la famille des  Betaflexiviridae. Il est sérologiquement apparenté au virus M de la pomme de terre. 
La distribution de ce virus, découvert aux Pays-Bas en 1951, est mondiale : il est présent partout où les pommes de terre sont cultivées. Ses hôtes sont principalement la pomme de terre et d'autres Solanaceae ; on le trouve aussi sur des espèces de chénopodes.  
Dans les cultures de pommes de terre, le virus S est transmis principalement par contact, mais aussi par des pucerons sur un mode non persistant. Les symptômes sont peu marqués et ne sont pas renforcés en cas d'infection par d'autres virus. L'infection peut entraîner une diminution modérée des rendements (de l'ordre de 10 %).
Une nouvelle souche de ce virus a été reconnue dans les régions andines et notée PVSA (souche andine), par opposition à PVSO (souche « ordinaire »). La première a été inscrite dans la liste de quarantaine de l'organisation européenne et méditerranéenne pour la protection des plantes (OEPP), bien que sa diffusion réelle dans le monde soit inconnue. Elle produit des symptômes et des dommages plus marqués que la souche ordinaire.
La lutte contre cette virose est basée sur l'utilisation de plants certifiés indemnes de virus S. La recherche a permis d'identifier des gènes de résistance au virus S chez certaines espèces de pommes de terre sauvages, dont Solanum palustre.

## Référence biologique
- (en) ICTV : Potato virus S  (consulté le 28 février 2021)